# ترکمن، باردا
ترکمن (به لاتین: Türkmən) یک منطقهٔ مسکونی در جمهوری آذربایجان است که در شهرستان بردع واقع شده‌است.

## خصوصیات
ترکمن ۱٬۲۴۱ نفر جمعیت دارد.